# Farol da Ponta de Leste
Der Farol da Ponta de Leste (en.: Ponta Leste Lighthouse) ist ein Leuchtturm auf der Ponta Leste am Ostende der Insel São Nicolau im atlantischen Inselstaat Kap Verde.
Er gehört administrativ zum Concelho Ribeira Brava (Kap Verde).
Der Leuchtturm wird von der Direcção Geral de Marinha e Portos (DGMP) betrieben.

## Geschichte
Die Ponta Leste ist der östlichste Punkt der Insel São Nicolau, er liegt ca. 7 km nordöstlich von Carriçal. Der Leuchtturm wurde auf dem höchsten Punkt der Landzunge, ca. 100 m vom Meer entfernt errichtet.

## Architektur
Das Gebäude ist ein kleiner Turm mit quadratischem Grundriss und einer Laterne mit 8 m Höhe. Die Feuerhöhe liegt bei 73 m, das Signal besteht aus vier Weißen Blitzen alle 10 Sekunden. Die Reichweite beträgt 11 nms (ca. 20 km).
Das Signal dient zur Küstennavigation zu den Häfen der Insel Santiago (Porto da Praia) und der Insel Fogo (Vale de Cavaleiros).
Identifikationen: Amateur Radio Lighthouse Society (ARLHS): CAP-...; PT-2050 - United Kingdom Hydrographic Office (Admiralty): D2930 - National Geospatial-Intelligence Agency (NGA): 113-24144.